# Пипета
Пипетата е лабораторен инструмент с широка употреба в химията, биологията и медицината за пренасяне на определен обем течност. Пипетите биват различни видове, в зависимост от различните цели, и имат различни степени на точност и прецизност – от стъклени единични пипети до по-сложни регулируеми или електронни пипети. Голяма част от пипетите работят чрез създаване на частичен вакуум в отделението си над камерата за задържане на течност, а управлението на този вакуум спомага за всмукване или за изливане на течността.
Както при останалите измервателни прибори, пипетите също трябва да се калибрират и да се подлагат на периодична проверка.

## Видове
- Медицински пипети – най-разпространените стъклени пипети за преливане на лекарствени препарати на капки.
- Химически и биохимически пипети – най-често са стъклени и целят точно измерване на обем течност
- Микропипети – най-точните инструменти за измерване на малък обем течност (1 – 1000 μl) с широко приложение в биологията и химията.
- Електронни пипети – пипета с въздушно изместване, при която движението на буталото е заменено от компактно моторче, задвижвано от батерия и интегриран микроконтролер.

## История
Първите пипети са направени от стъкло. В днешно време големи пипети все още продължават да се правят от стъкло, докато други се правят от свиваем полимер за случаите, когато точният обем не е от особено значение.
Първата микропипета е патентована през 1957 г. от Хайнрих Шнитгер в Марбург. Комерсиалното им производство започва през 1961 г. Регулируемата микропипета е изобретена в Уисконсин и дело на няколко души.